# Arne Mellnäs
Arne Otto Birger Mellnäs, född 30 augusti 1933 i Stockholm, död där 22 november 2002, var en svensk tonsättare.
Arne Mellnäs inledde sina studier vid Musikhögskolan i Stockholm 1953, vilka ledde till en musiklärarexamen 1958. Fortsatta kompositionsstudier vid samma skola åren 1956–1961. Till hans lärare hörde Erland von Koch, Lars-Erik Larsson och Karl-Birger Blomdahl samt Bo Wallner. Mellnäs musikhögskolestudier fortsatte 1961–1963 för att avslutas med musikpedagogisk examen i musikteori. Han har även varit kompositionselev till Boris Blacher i Berlin 1959, till Max Deutsch 1961 i Paris samt till György Ligeti i Wien 1962. Studier i elektronmusik för Gottfried Michael Koenig i Holland 1962–1963. Arbetade vid The Tape Music Center i San Francisco 1964.
Mellnäs arbetade som lärare i harmonilära vid Stockholms Borgarskola 1961–1963 och kom till Musikhögskolan som lärare 1963 där han också var lärare i instrumentation 1972–1986. Ordförande i svenska ISCM-sektionen 1983–1996. Styrelseledamot i FST 1979–1989. Ledamot av Musikaliska Akademien 1984. President för internationella ISCM 1996–2002.

## Priser och utmärkelser
- 1981 – Mindre Christ Johnson-priset
- 1984 – Ledamot nr 848 av Kungliga Musikaliska Akademien
- 1984 – Musikföreningens i Stockholm stipendium
- 1991 – Rosenbergpriset
- 1994 – Atterbergpriset
- 2001 – Stora Christ Johnson-priset för Labyrinthos för altsaxofon och orkester

## Verkförteckning
- Divertimento för flöjt, klarinett och fagott (1955)
- Sonatin för piano (1955)
- Trio för 2 violiner och viola (1956)
- Fem barnvisor för röst och piano till text av Lennart Hellsing (1957)
- Jag var ett grässtrå för röst och piano till text av Lena Berg (1957)
- Konsert för klarinett och stråkorkester (1957)
- Sonat för oboe och piano (1957)
- Tre sånger för röst och piano till text av Karl-Erik Almgren (1957)
- Vaggvisa (1957)
- Faste-psalm för röst och orgel till text av Anders Frostenson (1958)
- Vem spelar... för manskör till text av Bo Setterlind (1958)
- Dagsfärd och natthärbärge, tre sånger för sopran, flöjt, viola och harpa till text av Ella Hillbäck (1959)
- Missa brevis, mässa för blandad kör a cappella (1959)
- Musik för orkester (1959)
- Chiasmos för orkester (1961)
- Fem körvisor för blandad kör a cappella till text av Christian Morgenstern (1961)
- Färgernas hjärta för 4röster och ensemble till text av Sandro Key-Åberg (1961)
- Sonata a tre – Hommage à Purcell för flöjt, violin och viola (1961)
- Songes : Romantiska visor ur Törnrosens bok för röst och piano till text av Carl Jonas Love Almqvist (1961)
- Växlingar för flöjt/piccolaflöjt och klarinett/basklarinett (1961)
- Collage för orkester (1962)
- Per caso för altsax, trombon, 2 slagverkare, violin och kontrabas (1963)
- Tombola för horn, trombon, elgitarr och piano (1963)
- Aura för orkester (1964)
- Gestes sonores för valfria instrument (1964)
- Sick Transit för 2 sångare, flöjt, banjo, gitarr, slagverk, munspel, kontrabas och tape (1964)
- Tre miniatyrer för piano (1964)
- Succism för blandad kör a cappella till text av Carl Fredrik Reuterswärd (1964/67)
- Poppurri – Hommage à Beatles för skolkör, skolorkester och popband (1965)
- Drones, septett för altsax/tenorsax/flöjt, altsax/barytonsax/klarinett, trumpet/sinka/flöjt, trombon, slagverk, cello och kontrabas (1967)
- Fixations för orgel (1967)
- Quasi niente för stråktrio (1968)
- Spots & Spaces för manskör och orkester till text av E.E. Cummings (1968)
- Aglepta för trestämmig barnkör a cappella till text av Bengt af Klintberg (1969)
- Eufoni, elektroakustisk musik (1969)
- For You and Me för piano (1969)
- Agréments för cembalo (1970)
- Cabrillo för klarinett, trombon, slagverk och cello (1970)
- Capricorn Flakes för piano, cembalo och vibrafon/klockspel (1970)
- Dream för blandad kör a cappella till text av E.E. Cummings (1970)
- Disparitions för orgel (1971)
- Schizofoni för piano (1971)
- Noel för barnkör med ackompanjemang till text av E.E. Cummings (1971/72)
- Omnia tempus habent för sopran till text från Predikaren (1972)
- Transparence för orkester (1972/73)
- Vae...  för blandad kör och orgel till texter ur Uppenbarelseboken (1972/73)
- A Wind Has Blown för blandad kör till text av E.E. Cummings (1973)
- Bossa buffa för blandad kör a cappella till text av Cicero (1973)
- Ceremus för flöjt, klarinett, trumpet, trombon, slagverk och kontrabas (1973)
- Forsan...  för blandad kör a cappella till text av Vergilius (1973)
- Fragile för 2 pianon (1973)
- Fragments for Family Flute för flöjt (1973)
- Höst för blandad kör a cappella till text av Werner Aspenström (1973)
- Mara mara minne för blandad kör och elektronisk bearbetning ad lib (1973)
- Seeker of Truth för blandad kör a cappella till text av E.E. Cummings (1973)
- Sub luna för sopran, flöjt/oboe, violin och harpa (1973)
- Tre körsatser för blandad kör till text av Tage Danielsson (1973)
- Blow för blåsorkester (1974)
- The Mummy and the Hummingbird för blockflöjt och cembalo (1974)
- Erik den helige, kyrkoopera för skådespelare, soli, 3 körer och orkestrar med libretto av Bengt V. Wall (1975)
- Ede, bibe, lude för manskör a cappella (1976)
- Soliloquium IV för solofagott (1976)
- Es Laval, vals för piano (1977)
- Merry-go-round för kör eller soloröst(er), instrument ad lib (1977)
- Moments musicaux för orkester (1977)
- Besvärjelser för blåsorkester och recitatör (1978)
- Capriccio för stråkorkester (1978)
- Kristallen den fina för sång och jazzgrupp (1978)
- A Child's Garden of Verses för sopran och flöjt till text av Robert Louis Stevenson (1979)
- Canzona svedese för cembalo (1979)
- Inte alltid för röst och piano till text av Tage Danielsson (1979)
- Lika för lika, skådespelsmusik till drama av William Shakespeare (1979)
- Provokationer för talkör med solistiska inslag och slaginstrument (1979)
- Rendez-vous 1 för 2 klarinetter (1979)
- Japansk danslek för sopran och slagverksensemble till text av Sándor Weöres (1980)
- Nocturnes för röst och ensemble (1980)
- 10 ordspråk för blandad kör a cappella (1981)
- Pieces Fugitives, 5 miniatyrer för flöjt/piccolaflöjt/altflöjt, violin, fagott, gitarr och cembalo (1981)
- Riflessioni för klarinett/basklarinett och tape (1981)
- Spöket på Canterville, opera i 11 scener med libretto av tonsättaren efter Oscar Wilde (1981)
- 31 variations on C A G E för 2 pianon och slagverk (1982)
- Apertura för blåsorkester (1982)
- L’infinito för blandad kör till text av Giacomo Leopardi (1982)
- Meditation på tåg för röst och piano till text av Tage Danielsson (1982)
- Dementerande för baryton till text av Sten Hagliden (1983)
- Häxan i Konung Karls tid (Songe XIV) för röst och piano till text av Carl Jonas Love Almqvist (1983)
- Dans på rosor (Dans a rosum), opera buffa i 10 scener med libretto av Oddur Björnsson (1984)
- Expansion & Echoes för piano (1984)
- Is Not a Bed of Roses, tango för piano (1984)
- Röstens ansikte för mezzosopran och piano till text av Göran Sonnevi (1985)
- Stampede för saxofonkvartett (1985)
- I mörkret i ljuset, tre sånger för mezzosopran och piano (1985/86)
- Gardens för kammarensemble (1986)
- Symfoni nr 1: Ikaros (1986)
- Doktor Glas, opera med libretto av Björn Håkanson efter Hjalmar Söderbergs roman (1987–90)
- Passages för orkester (1989)
- Rendez-vous 2 för flöjt och slagverk (1989)
- No Roses for Madame F. för saxofonkvartett (1991)
- Rolando furioso för violin och cembalo eller för flöjt och digital cembalo (1991/94)
- Intimate Games, konsert för flöjt och kammarorkester (1992)
- Tre miniatyrporträtt för piano vänster hand (1992)
- Kosmos, 11 körvisor om livet, djuren och naturen för blandad kör (1992–94)
- Endymion, berceuse för kammarensemble (1993)
- Quartetto d'archi 1: Hommages för stråkkvartett (1993)
- I kvav för brasskvintett, pukor och slagverk (1994)
- Laude – il cantico di frate sole för blandad kör a cappella till text av Franciskus av Assisi (1994)
- Sweet Spring för blandad kör (1994–97)
- Estampes för valthorn (1995)
- Rendez-vous 3 för oboe och piano (1995)
- Like Raindrops, Pearls on Velvet för flöjt, viola och gitarr (1997)
- Rendez-vous 4: Hoquetus för altsax och trombon (1997)
- Rendez-vous 5: Le chasseur et la nymphe för horn och harpa (1997)
- Labyrinthos, konsert för altsaxofon och orkester (1999)
- 5 bagatelle för liten stråkorkester (2000)
- Stabat mater: Quis est homo för blandad kör och cello (2000)
- Clicks and Clocks för slagverksensemble (2002)
- Intrada för 4 trumpeter och 2 tromboner (2002)
- Symfoni nr 2: Den natten till text av Magnus William-Olsson (2002)
- Minibuff. En natt i varuhuset, visa i pojkton för manskör a cappella till text av Miklos Kundler
- Skymning för blandad kör till text av Nils Ferlin